# Gele baviaan
De gele baviaan (Papio cynocephalus) is een baviaan uit de familie van de apen van de Oude Wereld (Cercopithecidae). De wetenschappelijke naam van de soort werd als Simia cynocephalus in 1766 gepubliceerd door Carl Linnaeus in de twaalfde editie van Systema naturae.

## Kenmerken

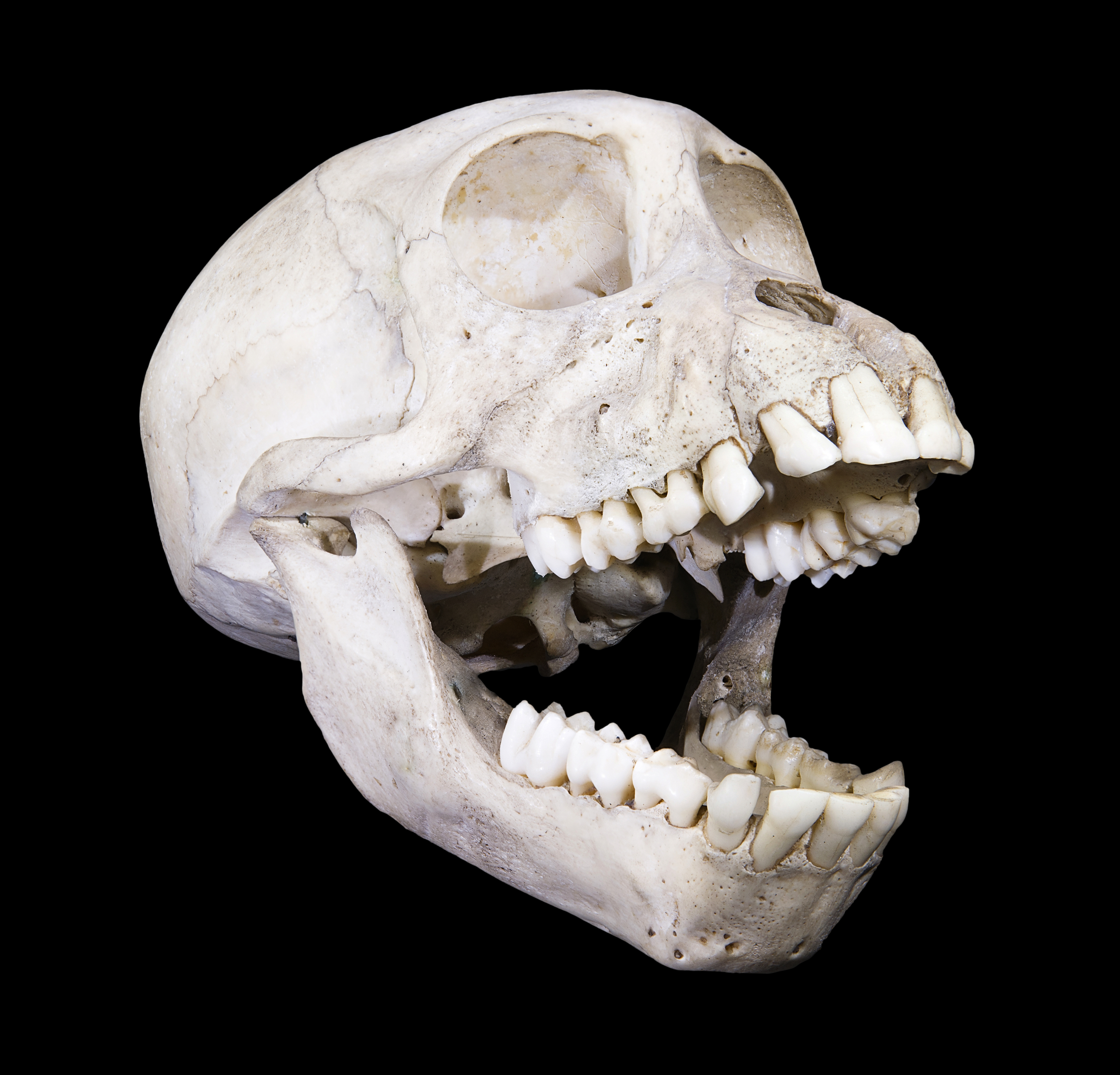
Schedel

Het is een slanke baviaan met lange ledematen en een korte vacht. De staart en de bovenzijde van de vacht en de ledematen zijn geelbruin van kleur, de onderzijde is bleekwit. De kop is rond met kleine oren. De maan, die bij enkele andere bavianensoorten wel voorkomt, ontbreekt. Het gezicht is donkergrijs en kaal, met uitzondering van de witte bakkebaarden. De ogen zijn amberkleurig en staan dicht bij elkaar. De staart is lang en dun met een "knik" in het midden. Mannetjes zijn groter dan vrouwtjes. 
Mannetjes zijn ongeveer een meter lang, 66 centimeter hoog en 22 tot 30 kilogram zwaar. Vrouwtjes zijn ongeveer 65 centimeter lang, 50 centimeter hoog en 11 tot 15 kilogram zwaar. De staart is 45 tot 68 centimeter lang.

## Verspreiding en leefgebied
De gele baviaan leeft van Zuid-Somalië, Ethiopië, Oost- en Noord-Kenia en Tanzania zuidwaarts tot Angola, Zambia, Zimbabwe en Mozambique. Hij leeft vooral in de met Miombo (Brachystegia) begroeide bosgebieden, maar ook in droog struikgebied, struwelen, savannen, steppen en kustgebieden, waar ze ook in de mangrovebossen aangetroffen worden. 

## Leefwijze
Gele bavianen leven in troepen van gemiddeld dertig tot maximaal tachtig dieren, die zich kunnen samenvoegen tot grotere groepen van wel driehonderd dieren. Onder de troepleden bestaat een duidelijke hiërarchie, en banden tussen dieren worden versterkt door langdurige vlooisessies. Aan het hoofd van een troep staat een groot dominant mannetje. Alleen hij en enkele andere hooggeplaatste mannetjes mogen paren met de vrouwtjes als deze in oestrus zijn, lagergeplaatste mannetjes mogen enkel op andere momenten paren. Bij agressie laat de gele baviaan zijn rozewitte oogleden zien. Het territorium kan 30 km² beslaan en wordt door de gehele troep verdedigt tegen naburige troepen.
De gele baviaan zoekt zijn voedsel zowel op de grond als in bomen. Hij leeft vooral van de peulvruchten van bomen uit de vlinderbloemenfamilie, zoals Acacia, Albizia, mopane en tamarinde. De gele baviaan is echter een opportunist en leeft ook van wormen, insecten en andere ongewervelden, grassen, scheuten, plantenwortels, knollen, zaden, bladeren, vruchten, paddenstoelen en korstmossen. Ook hazen en jonge antilopen worden gegrepen in het voortplantingsseizoen.